# 情報システム学
情報システム学（じょうほうシステムがく）は、情報システムに関する学問である。

## 概要
情報システム(学)という語は、浦昭二らによって提唱され、2005年には情報システム学会が設立されている。情報システム学会によれば、情報システム学が対象とする情報システムは、「単なるコンピュータ応用システムではない」という意味付けがされている（詳細は情報システム学会#概要を参照）。

### 学会関係
- 一般社団法人 プロジェクトマネジメント学会(SPM)
- 情報システム学会(ISSJ)
- 社団法人 情報処理学会(IPSJ) - 情報環境領域(IE) - 情報システムと社会環境研究会(IS)
- 社団法人 電子情報通信学会(IEICE) - 情報・システムソサイティ(ISS)
- 社団法人 電気学会(IEEJ) - 電子・情報・システム部門(C) - 情報システム技術委員会(IS)

### 教育機関
- 神戸商科大学 管理科学科
- 長崎県立大学 情報システム学部
- 文教大学 情報学部  情報システム学科
- 大阪工業大学 情報科学部  情報システム学科
- 電気通信大学 大学院 情報システム学研究科
- 大阪産業大学 デザイン工学部　情報システム学科

## 参考資料
- 黒川利明、『情報システム学入門』、牧野書店・星雲社、2006年、ISBN 4-434-07952-2
- 飯島淳一、『入門 情報システム学』、日科技連出版社、2005年、ISBN 4-8171-6310-0
- 大槻繁雄・平井由土、『21世紀の情報システム学 : インターネット時代に向けて』、槙書店、1999年、ISBN 4-8375-0655-0
- 浦昭二・細野公男・神沼靖子・宮川裕之、『情報システム学へのいざない : 人間活動と情報技術の調和を求めて』、培風館、1998年、ISBN 4-563-01402-8
- 浦昭二（監修）・神沼靖子・内木哲也、『基礎　情報システム論－情報空間とデザイン－』、共立出版、1999年、ISBN 4-320-02916-X